# Lady Love (Lou Rawls)
Lady Love is een single van Lou Rawls. Het is de eerste single afkomstig en eerste track van zijn album When you hear Lou, you’ve heard it all. Het lied is geschreven door muziekproducenten Sherman Marshall en Von (Yvonne) Gray. Jack Faith leverde het arrangement en produceerde mee. Uitgaven van het platenlabel Philadelphia International, gespecialiseerd in soul, werd meestal geproduceerd door Leon Gamble en Kenny Huff, hier afwezig.

## Hitnotering
Lady Love, uiteraard over liefde, stond zeventien weken in de Billboard Hot 100, het bleef steken op plaats 24. Rawls was toch voornamelijk een Amerikaans verhaal. Lady Love haalde noch de Britse, noch de Nederlandse, noch de Belgische hitparades.

### NPO Radio 2 Top 2000
| Nummer met noteringen in de NPO Radio 2 Top 2000 | '99  | '00  |
| ------------------------------------------------ | ---- | ---- |
| Lady Love                                        | 1855 | 1844 |

1. ↑  Een vetgedrukt getal geeft de hoogste notering aan.
2. ↑  Deze tabel is bijgewerkt tot en met de laatste editie (2024).